# باغ نظر (کازرون)
باغ‌نظر یکی از باغ‌های تاریخی ایران است که در شهر کازرون قرار دارد و از جاذبه‌های گردشگری و اماکن تاریخی این شهر به‌شمار می‌آید. این باغ توسط خواجه علی‌قلی‌خان‌افشار، حاکم کازرون در دوره افشاریه در سال ۱۱۵۰ هجری قمری، در جنوب غربی شهر کازرون احداث شد.
باغ نظر در طول تاریخ محل استراحت و پذیرایی و خوابگاه بسیاری از شاهان و شاهزادگان و حکام و بزرگان و دیگر رجال ایران و فارس و کشورهای خارجی بوده است.

## موقعیت جغرافیایی و وضعیت کنونی
باغ نظر در بدو تأسیس در فاصله کمی از جنوب غربی شهر کازرون قرار داشت. بعدها با گسترش شهر، این باغ در محدوده شهر قرار گرفت. مساحت اولیه باغ حدود ۵ هکتار بوده است که بعدها با تغییر کاربری بخش‌هایی از باغ به ۳.۵ هکتار کاهش یافته است. باغ نظر هم‌اکنون در محدوده محلهٔ مصلی کازرون واقع شده است و راه دسترسی ورودی آن از طریق خیابان حافظ می‌باشد. مالک فعلی باغ، شهرداری کازرون می‌باشد. این باغ همچنین میزبان خانه محیط زیست کازرون است.

## تاریخچه
احداث باغ نظر، اندیشه خواجه حسام‌الدین افشار، یکی از حکّام کازرون در دوره افشاریه بود. ولی در نهایت خواجه علی‌قلی‌خان افشار، نوه برادر او که بعدها حاکم کازرون شد، در سال ۱۱۵۰ هجری قمری بنای احداث باغ نظر را گذاشت. او باغ نظر را به صورت چهار خیابان ساخت که به شکل چهارراه یکدیگر را قطع می‌کنند. عمده درختان باغ، نارنج و بکرائی بوده است.

### وجه تسمیه
در مورد علت نامگذاری باغ نظر، دو ایده وجود دارد. یک ایده وجه تسمیه باغ نظر را اینگونه شرح می‌دهد که اگر کلمه «نظر» را به حروف ابجد تبدیل کنیم، سال احداث این باغ (۱۱۵۰ ه.ق) به دست می‌آید.
با این وجود، باستانی پاریزی، تاریخ‌دان ایرانی، عقیده متفاوتی در این خصوص دارد.  
او عقیده دارد که این باغ، عمومی و محل دیدن و منظره و تماشا کردن و تفریح مردم و درواقع پارک شهر بوده است و به همین علت به نام باغ نظر مشهور شده است.

### عمارت
در گذشته این باغ دارای عمارتی با معماری خاص بوده که به نام کوشک باغ نظر شهرت داشته است. با این حال این عمارت در دهه ۶۰ به دلایلی نامشخص تخریب شد.

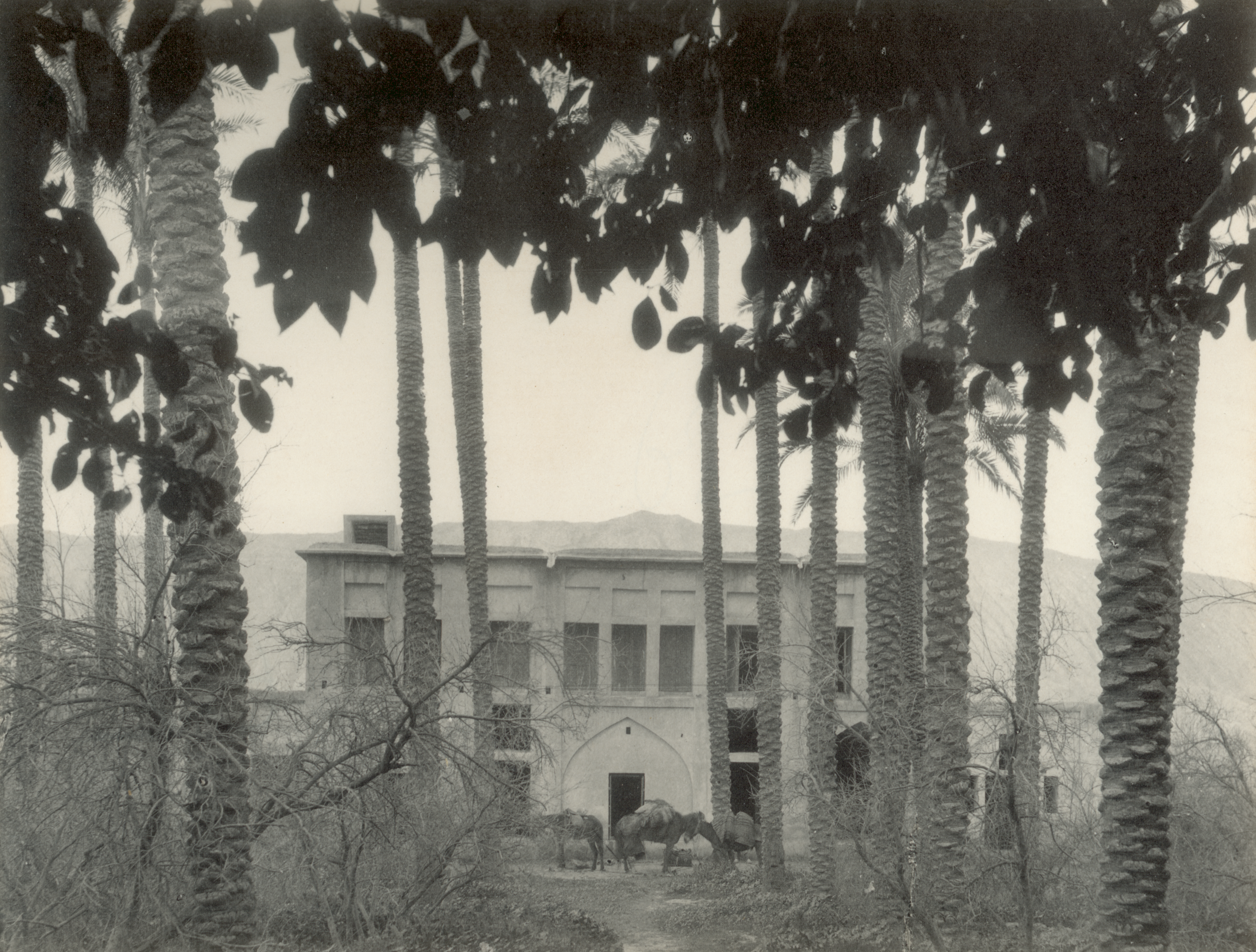
تصویری از عمارت تاریخی باغ نظر کازرون (محل نگهداری عکس: موزه ملی آمستردام - هلند)

### آب‌انبار
در سال ۱۳۱۰ هجری قمری، حسینقلی نظام‌السلطنه، نخست‌وزیر ایران در دوره پادشاهی محمدعلی‌شاه قاجار که در آن زمان والی فارس بود، طی سفر به کازرون و اقامت در باغ نظر، دستور احداث آب‌انباری در ورودی باغ را داد. در آن زمان ایزدی کازرونی، شاعر عصر قاجار، ماده تاریخ احداث آب‌انبار را بر روی سنگی مرمری ساخته و در ورودی آب‌انبار نصب کرد. این آب‌انبار در سال ۱۳۵۴ هجری شمسی تخریب شد.

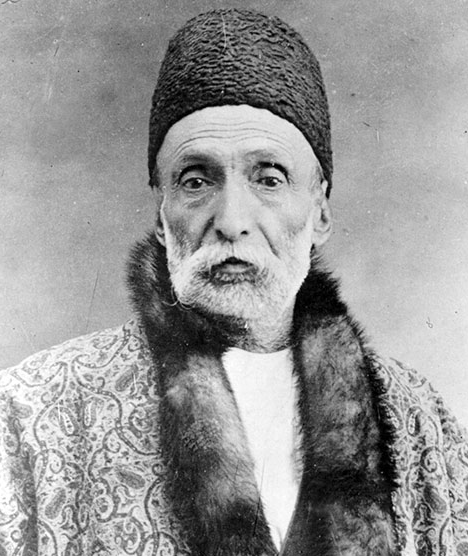
نظام‌السلطنه، نخست‌وزیر و والی وقت فارس که دستور ساخت آب‌انبار و گود باغ نظر را صادر کرد

### گود باغ نظر
همزمان با احداث آب‌انبار، نظام‌السلطنه دستور ساخت گود باغ نظر را نیز صادر کرد. این گودال از آب قنات پر می‌شد و به صورت دریاچه مصنوعی کوچکی درمی‌آمد که برای آبیاری باغ از آن استفاده می‌شد. این گود بعدها خشک و بی‌استفاده شد و در سال‌های بعد بر روی آن منازل مسکونی احداث گردید.

## باغ نظر در آثار نویسندگان و بزرگان
حسینقلی نظام‌السلطنه، نخست‌وزیر ایران در دوره پادشاهی محمدعلی‌شاه قاجار که دستور احداث آب‌انبار و گود باغ نظر کازرون را صادر کرده بود، در نامه‌ای که در سال ۱۳۲۱ هجری قمری به فرزندش می‌نویسد، درخواست محفوظ نگه داشتن آب‌انبار باغ نظر که از یادگاران اوست را می‌کند.

او در کتاب خاطرات و اسناد درباره اقامتش در باغ نظر می‌نویسد:
آنجا دستورالعملی دادم که میرزا علی‌خان تلگرافی، نواده مرحوم حاج زین‌العابدین شیروانی قطب، یک آب‌انبار بزرگ بسازد و در روی او‌ خلوتی که چند اتاق داشته باشد برای منزل عیال زواری که از آنجا عبور می‌کنند.
صدرالسادات کازرونی، شاعر و نویسنده عصر قاجار در کتاب آثارالرّضا دربارهٔ این باغ و باغ‌های دیگر کازرون می‌نویسد:
درختان خوب و مرغوب با اسلوب، از پنجاه (یا ۱۵۰) سال قبل تا امروز و به ردیف غرس شده و رده بسته که چشم روزگار در مملکت ایران مانند نارنجستان کازرون، باغ و نارنجستانی ندیده.
محمدعلی‌خان سدیدالسلطنه، مورخ و نویسنده عصر قاجار که در سال ۱۳۱۴ هجری قمری از باغ نظر دیدن کرده است، اینگونه می‌نویسد:
باغ نظر، باغ بسیار خوب و مشهوری‌است و بیشتر اشجار آن نارنج است. از آب خیرات سیراب می‌شود. در دو جانب باغ، دو دستگاه عمارت بسیار خوبی‌است. حال، اجزاء حکومتی در آن نشسته‌اند.
فرصت‌الدوله شیرازی، شاعر و نویسنده عصر قاجار در کتاب آثار عجم دربارهٔ این باغ می‌نویسد:

باغ نظر کازرون مشهور آفاق است و این فقیر سه روز و سه شب در آن باغ مسکن داشتم و از درخت‌های نارنجش محظوظ بودم.
او در جای دیگر می‌نویسد:
و قریب به شهر باغی است مسمی به باغ‌نظر به‌غایت دلگشا و به نهایت جان‌افزا. اشجار آن تمام نارنج‌های بلند قامت قوی‌پیکر است که کمتر در فارس درخت نارنج بدان جثه و تنه دیده می‌شود
او همچنین در کتاب دبستان‌الفرصة می‌نویسد:
نیمه‌شبی به سمت کازرون حرکت کردم. در باغ نظر که از مشاهیر بسائین ایران است و درخت‌های نارنجش مشهور آفاق، وارد شده بار گشاده، رحل اقامت افکنده بیاسودم و تا هفته‌ای در آن بستان خلدنشان بودم.
پیرزاده نائینی از روشنفکران عصر قاجار که در سال ۱۳۰۶ هجری قمری از کازرون دیدن کرده، درباره این باغ می‌نویسد:
کازرون باغ بسیار خوبی دارد که آن‌جا را باغ نظر می‌گویند و تاریخ ساختن آن باغ همان لفظ نظر است. تمام اشجار آن‌جا مرکبات است. خیابان‌های آن باغ تماماً درخت نارنج است و متن باغ از درخت بکرائی که در کازرون آن را بکرائی تلخه می‌گویند. قدری درخت انار و نخل خرما نیز دارد و درخت‌های باغ، همان درخت‌هایی است که در تاریخ صد و پنجاه سال قبل غرس نموده‌اند و درخت‌های بسیار قوی و پرشاخه و خوشگل. در همه باغ ابداً جای خالی از درخت ندارد. طول باغ دویست فرع است و عرض آن صد و پنجاه فرع.
محمدحسین رکن‌زاده آدمیت، نویسنده و روزنامه‌نگار عصر قاجار و پهلوی در کتاب فارس و جنگ بین‌الملل دربارهٔ این باغ می‌نویسد:
باغ‌نظر، از باغ‌های قدیم و نشاط‌انگیز کازرون است که به داشتن درخت‌های نارنج کهن‌سال در تمام فارس شهرتی بسزا دارد و از تفرج‌گاه اهل ذوق و معرفت می‌باشد. نگارنده در سال ۱۳۳۸ هجری قمری، شبی را در آن باغ به روز آورده و سحرگاهان از بوی دلاویز بهار نارنج محظوظ و مسرور گشته‌است.
میرزا حسن فسائی، نویسنده و تاریخ‌نگار عصر قاجار در کتاب فارسنامه ناصری درباره باغ نظر می‌نویسد:
در میانه جنوب و مغرب کازرون، باغ نظر است که حاج علی‌قلی‌خان آن را ساخته و چهار خیابان آن را درخت نارنج کاشته و درازی دو خیابان آن نزدیک به دویست فرع و دو خیابان دیگرش از صد و سی فرع بیشتر است و درخت‌های نارنج باغ نظر، همان است که حاج علی‌قلی‌خان کاشته است و هنوز به خرّمی و تنومندی باقی است.
ژنرال سرپرسی سایکس، افسر انگلیسی و مؤسس پلیس جنوب در جنگ جهانی اول در کتاب ده هزار میل در ایران درباره باغ نظر می‌نویسد:
در یک میلی جنوب شهر، در باغ مصفای دلپذیری موسوم به باغ نظر پیاده شدیم. طرفین خیابان این باغ که دویست متر طول آن است، درخت نارنج غرس شده و در هیچ کجا نظیر ندارد.
کلنل چریکف، نماینده دولت شوروی در ایران که در آن زمان رئیس کمیسیون حدود ایران و عثمانی بوده در سیاحتنامه خود می‌نویسد:‏
کازرون شهری‌است بسیار با روح و ظریف و واقع در میان کوه، جلگه‌های سبز دارد. در آن‌جا باغ خیلی قشنگی دیدیم که درخت‌های آن پر از نارنج و لیمو بود و از شدت گل و ریاحین برای انسان کمال مدهوشی دست می‌داد.
محمدتقی مصطفوی، باستان‌شناس و رئیس موزه ملی ایران در عصر پهلوی در کتاب اقلیم پارس از این باغ اینگونه یاد می‌کند:
باغ ‌نظر، در خارج شهر و در جانب جنوبی شاه‌راه کازرون به بوشهر است که به واسطهٔ دارا بودن درخت‌های نارنج بلند و کهن‌سال و تنومند معروف می‌باشد.
مؤیدالشعراء تهرانی، شاعر عصر قاجار در بازدید از باغ نظر کازرون شعری در وصف این باغ سروده است:
| گشت غمم یکسره از دل برون    |  | چون که شدم زی بلد کازرون |
| سیرکنان نیز در آن بوم و بر  |  | آمدمی تا در باغ نظر      |
| باغ نظر، آن که به نزهت شهیر |  | در بر ارباب نظر بی‌نظیر   |
| لطف هوایش زده بر خُلد دق     |  | برده صفایش ز گلستان سبق  |
| غرس در او جمله نهال ترنج    |  | می‌نگذارد فرحش در تو رنج  |
| از اثر نکهت نارنج او        |  | یک تن فرسوده با رنج کو؟  |

علی‌نقی بهروزی، نویسنده و رئیس دبیرخانه فرهنگ فارس در عصر پهلوی درباره این باغ می‌نویسد:
حاج علی‌قلی‌خان افشار کازرونی در سال ۱۲۰۷ هجری قمری باغ‌نظر و رقبات دیگری شامل پنج قطعه زمین، چهارمزرعه، چهارآسیاب و شش قنات را وقف کرد و تولیت آنها را به خواجه رضاقلی‌خان، فرزند خواجه حسن‌علی افشار محول داشته‌است.
محمدجواد بهروزی، شاعر و نویسنده عصر پهلوی در کتاب شهرسبز می‌نویسد:‏
باغ نظر در جنوب کازرون است و یکی از مهم‌ترین و زیباترین باغ‌های کازرون و فارس می‌باشد که مورد تعریف و توصیف خارجیان و جهانگردان قرار گرفته است. این باغ در سال ۱۱۵۰ قمری توسط حاج علی‌قلی‌خان افشار کازرونی ساخته شد.

## نگارخانه

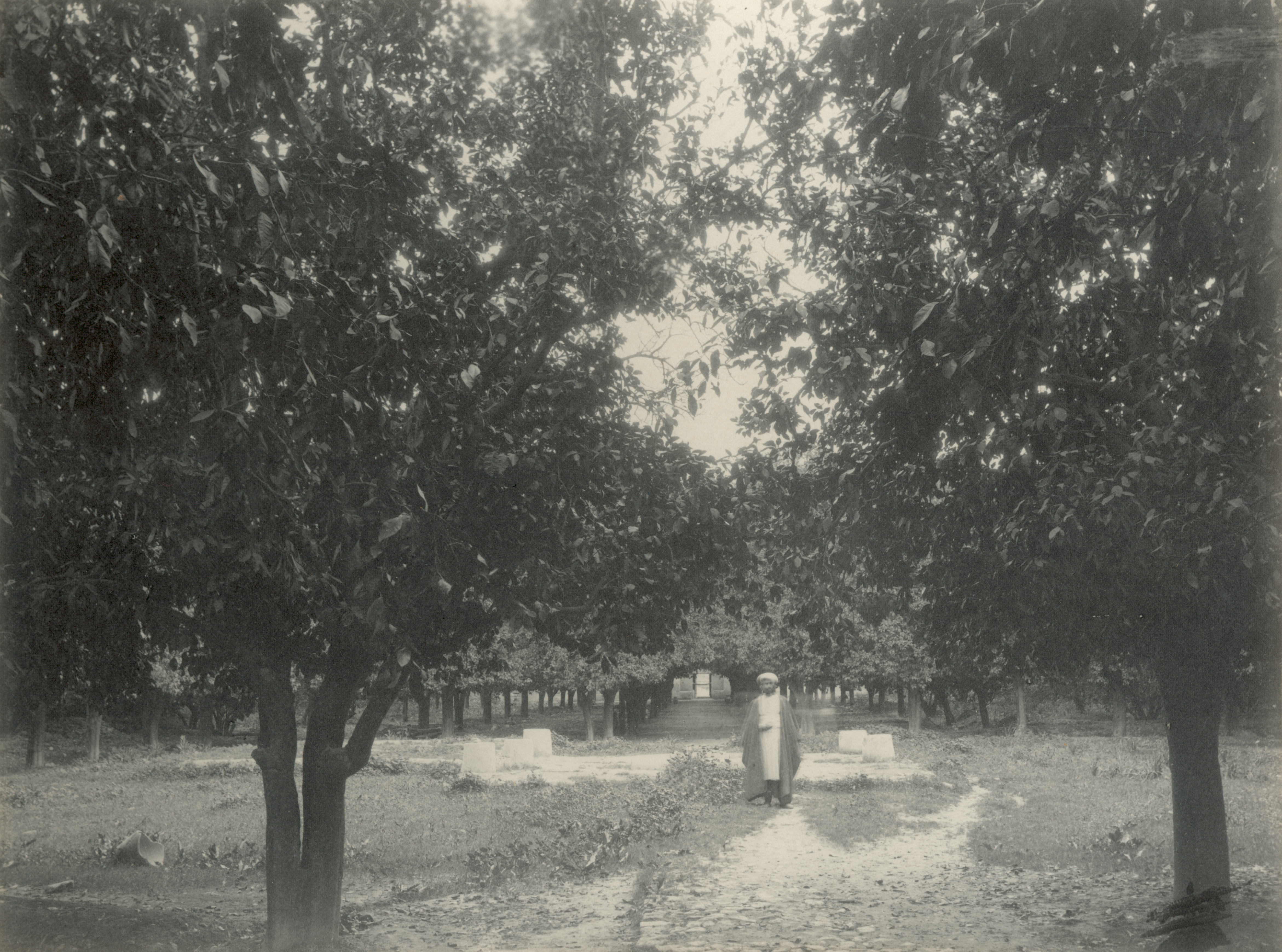
باغ نظر در سال ۱۸۹۱ میلادی, عکاس: Thomson J
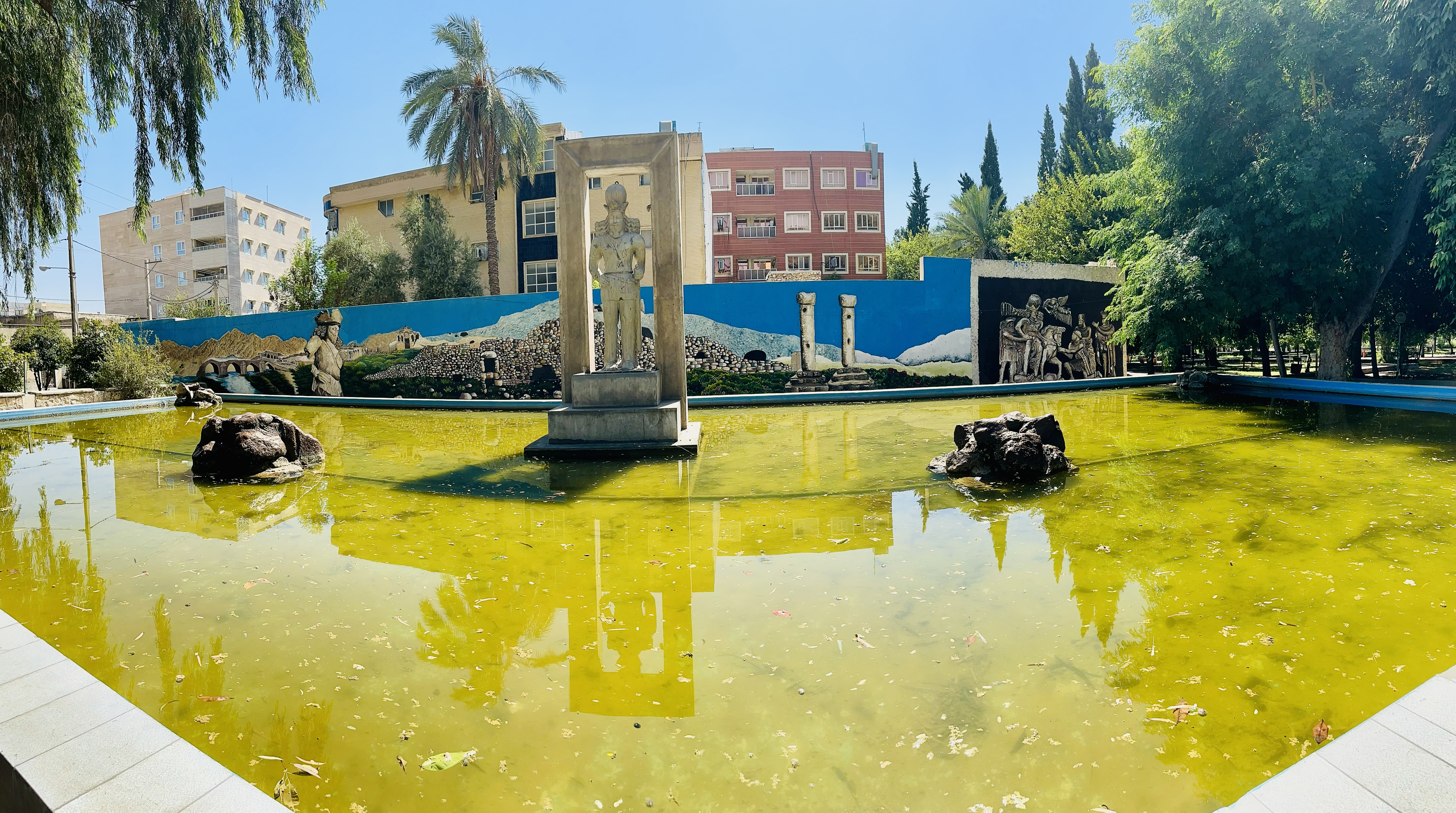
تندیس شاپور یکم، پادشاه ساسانی در باغ نظر
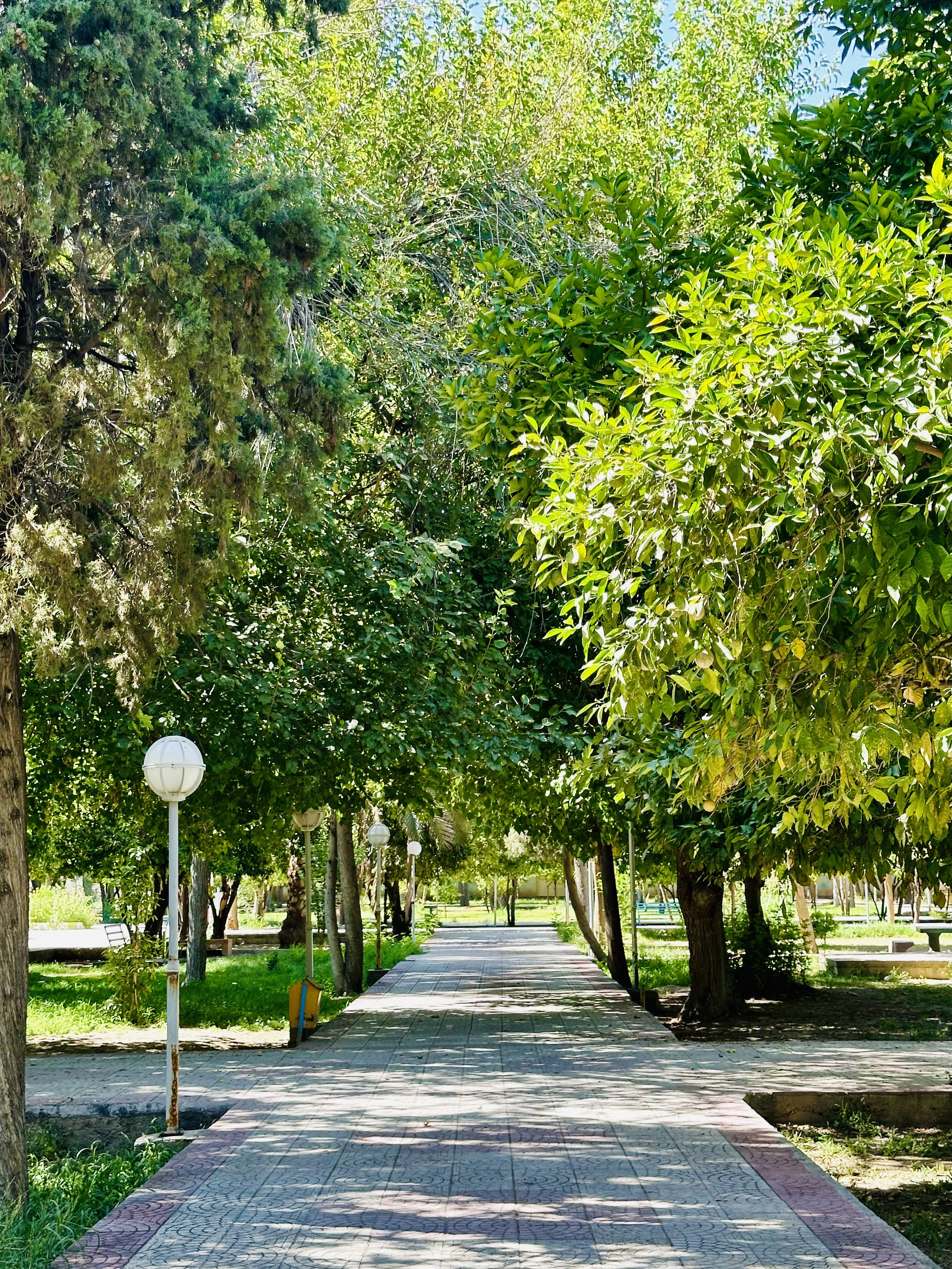
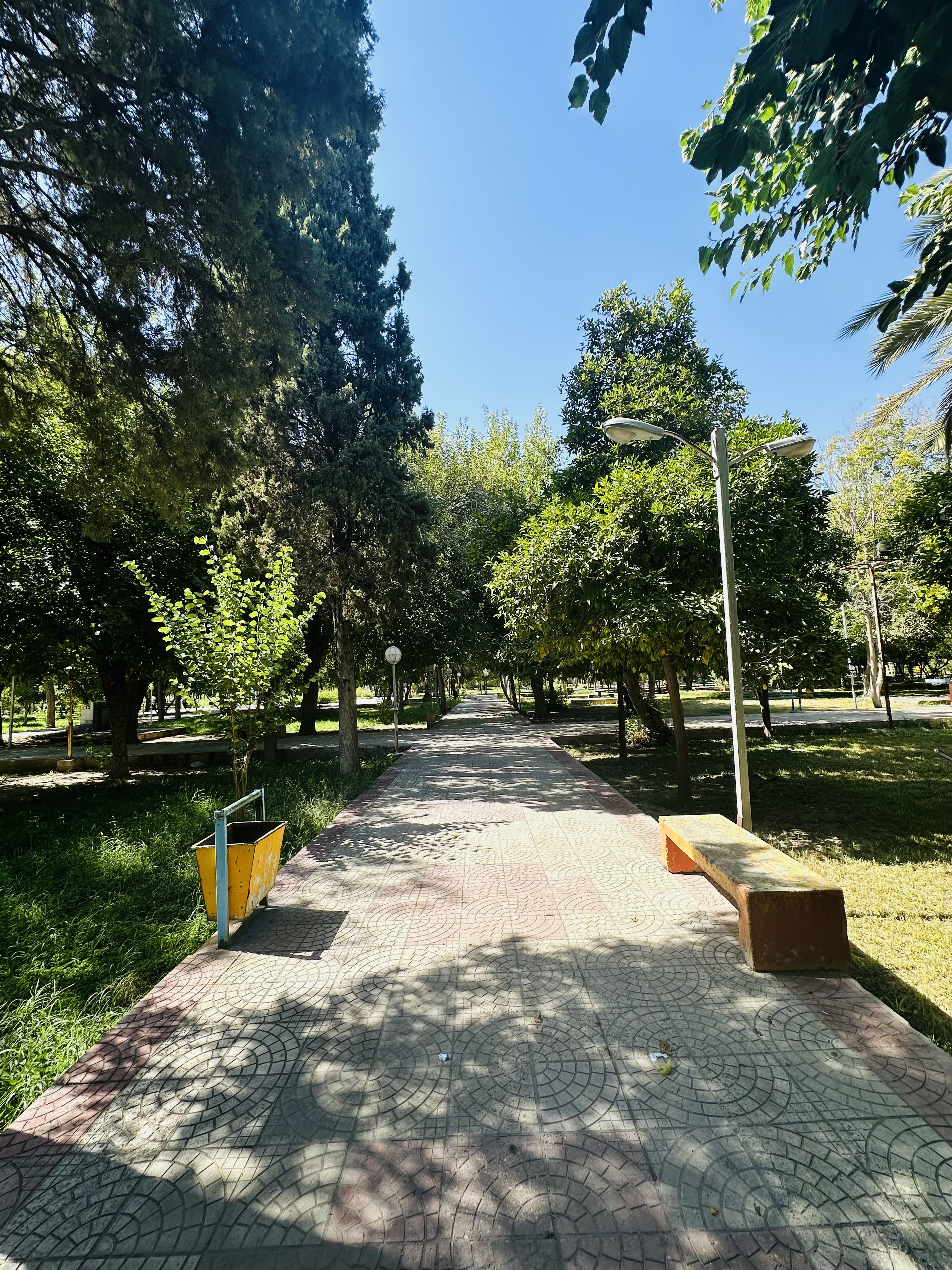
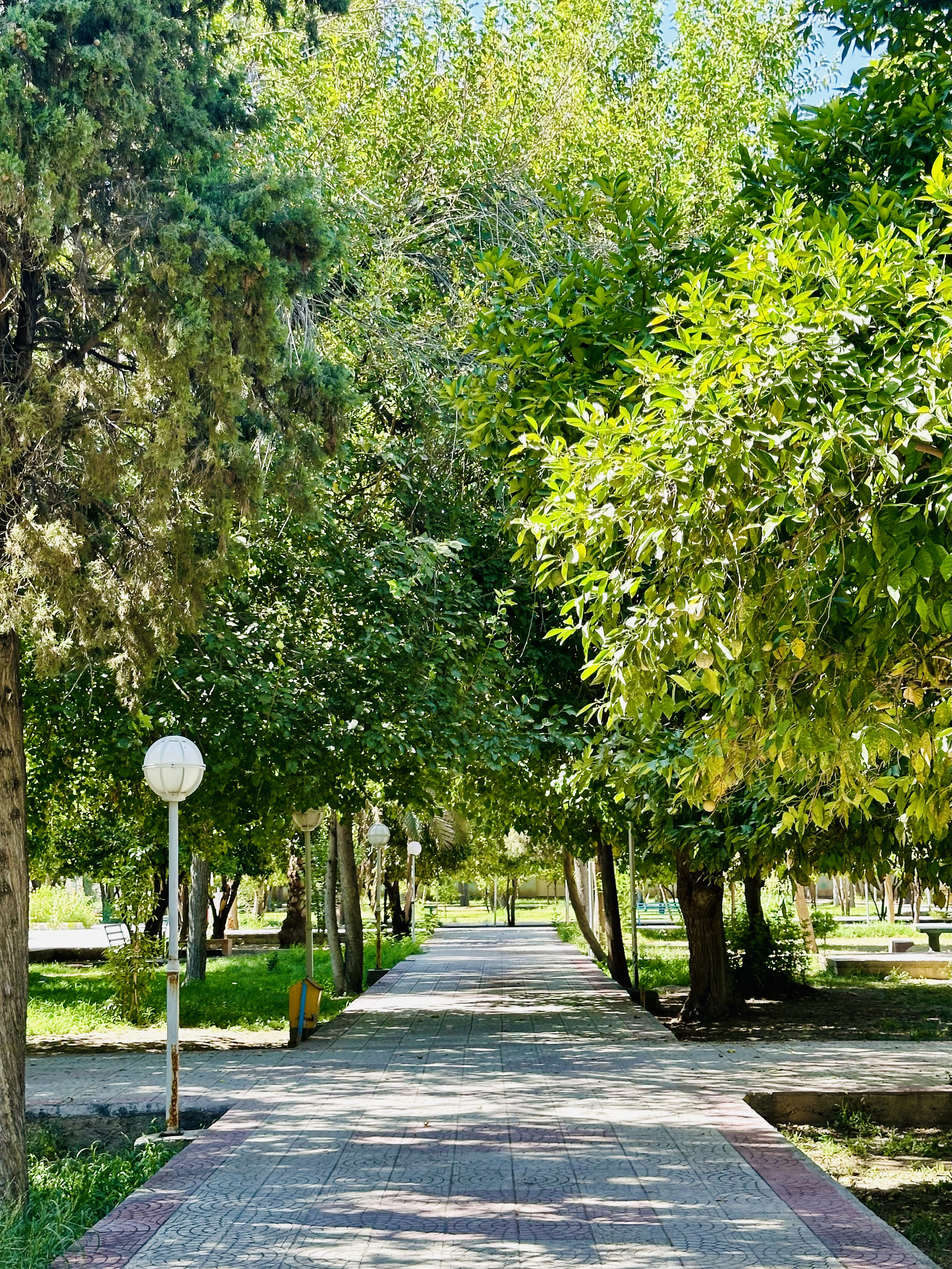
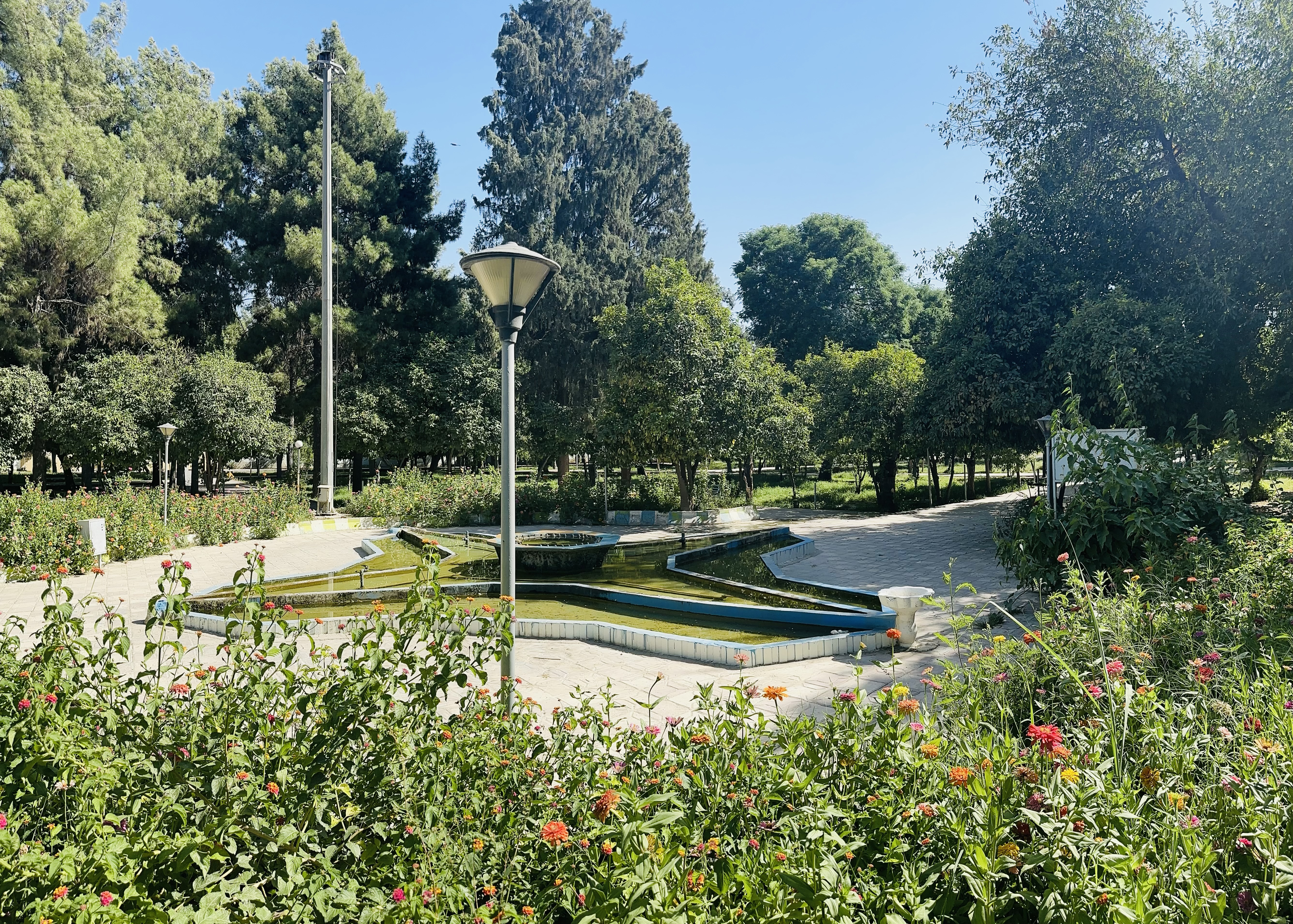
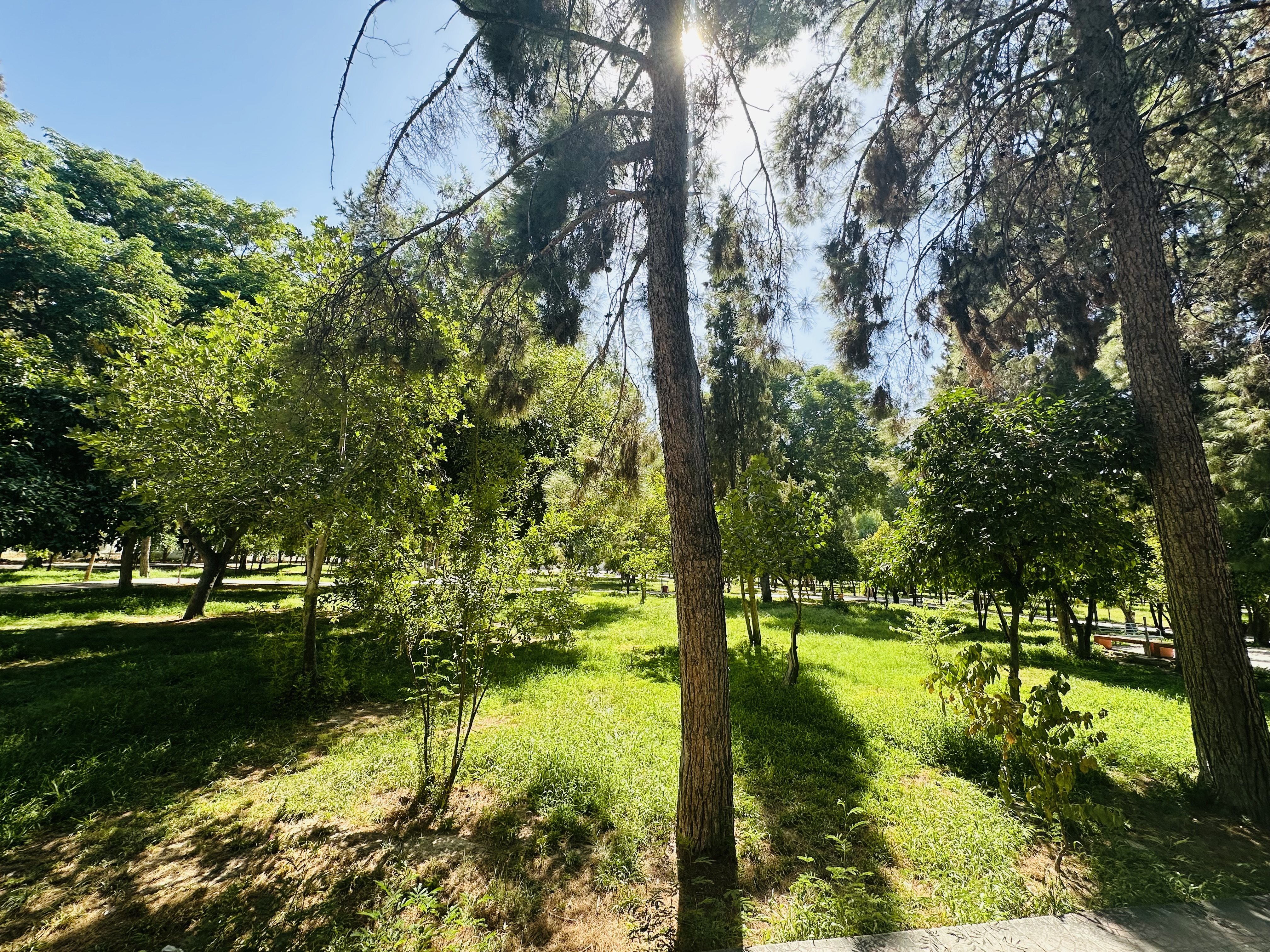
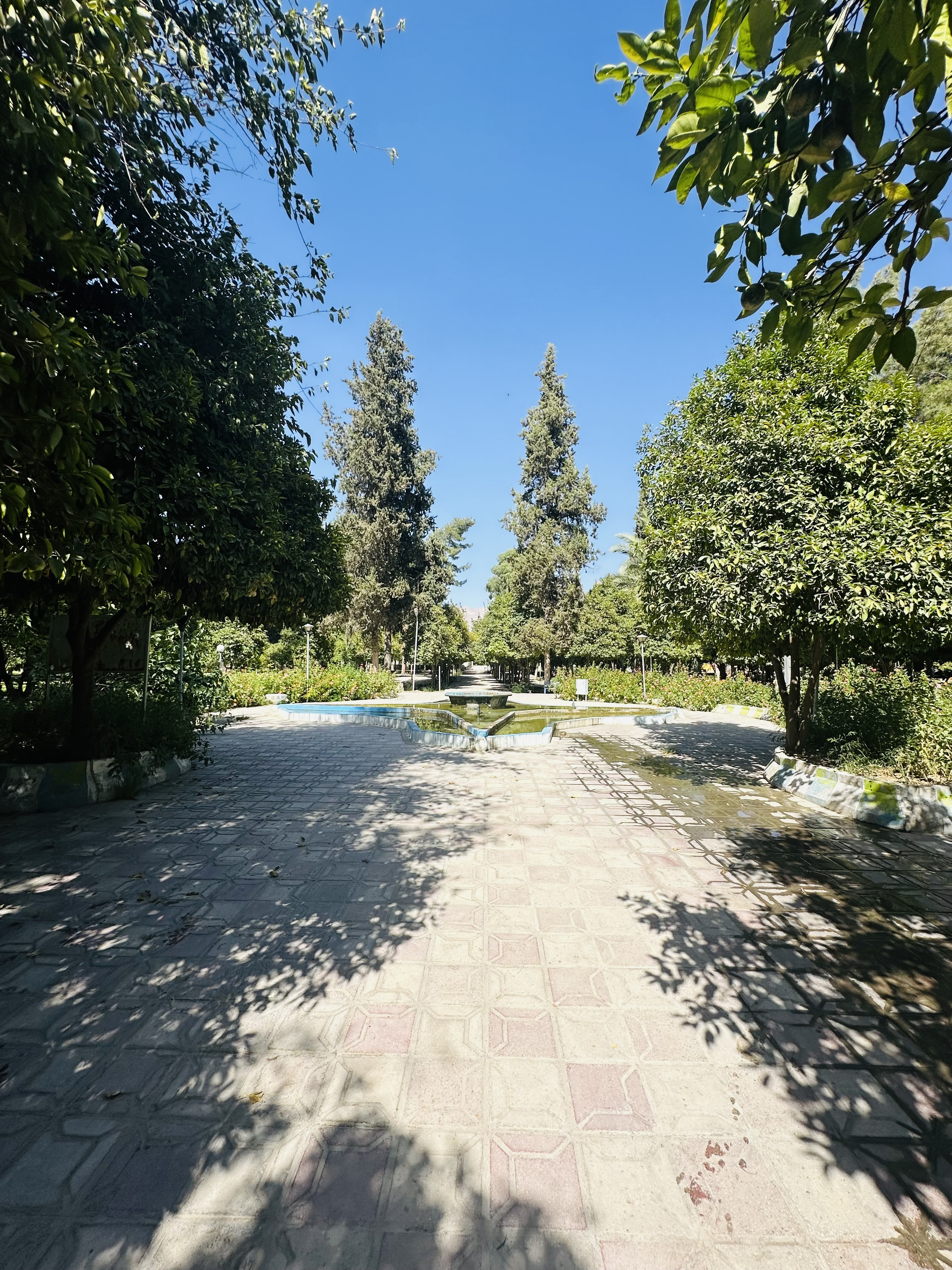
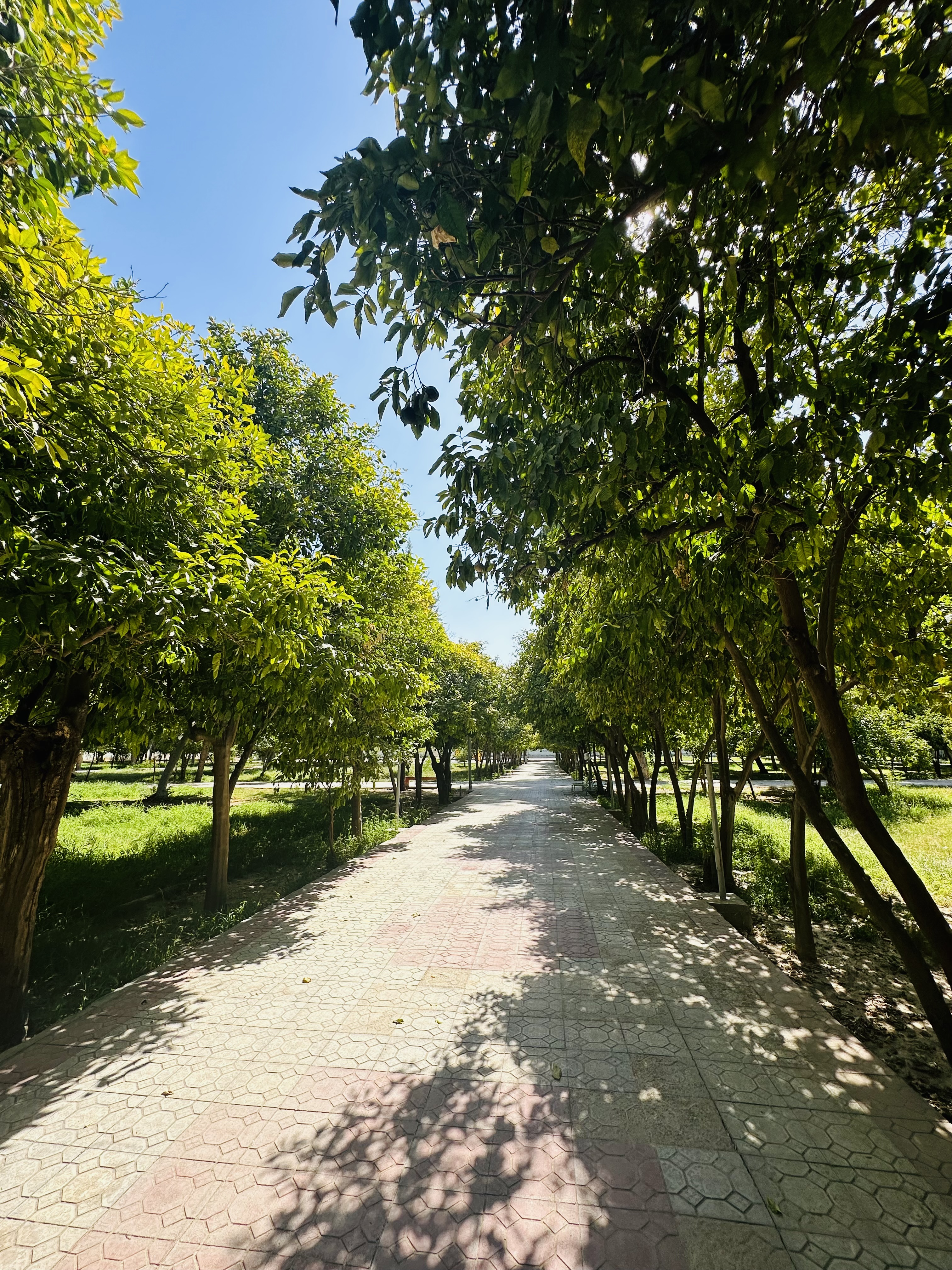
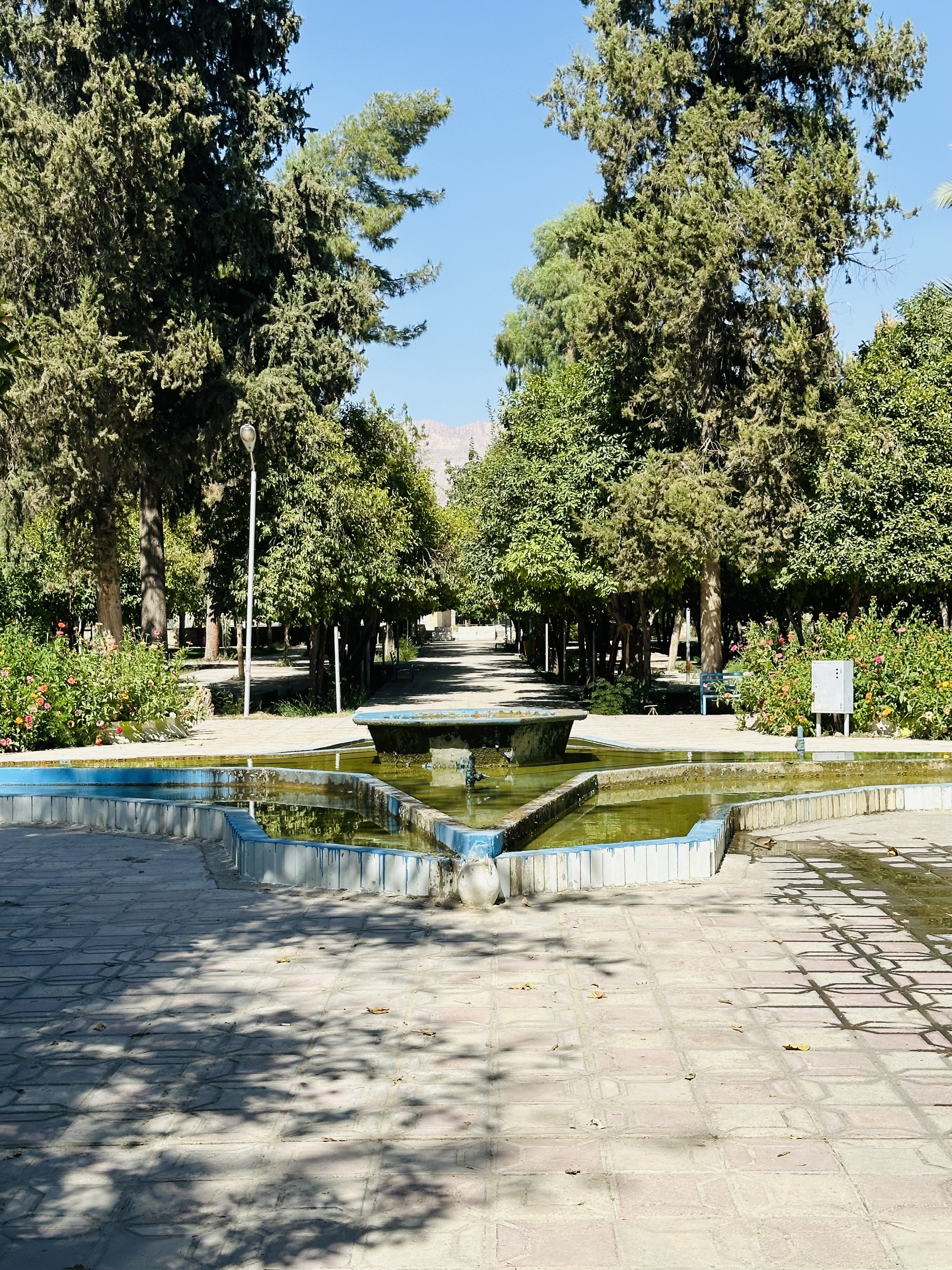
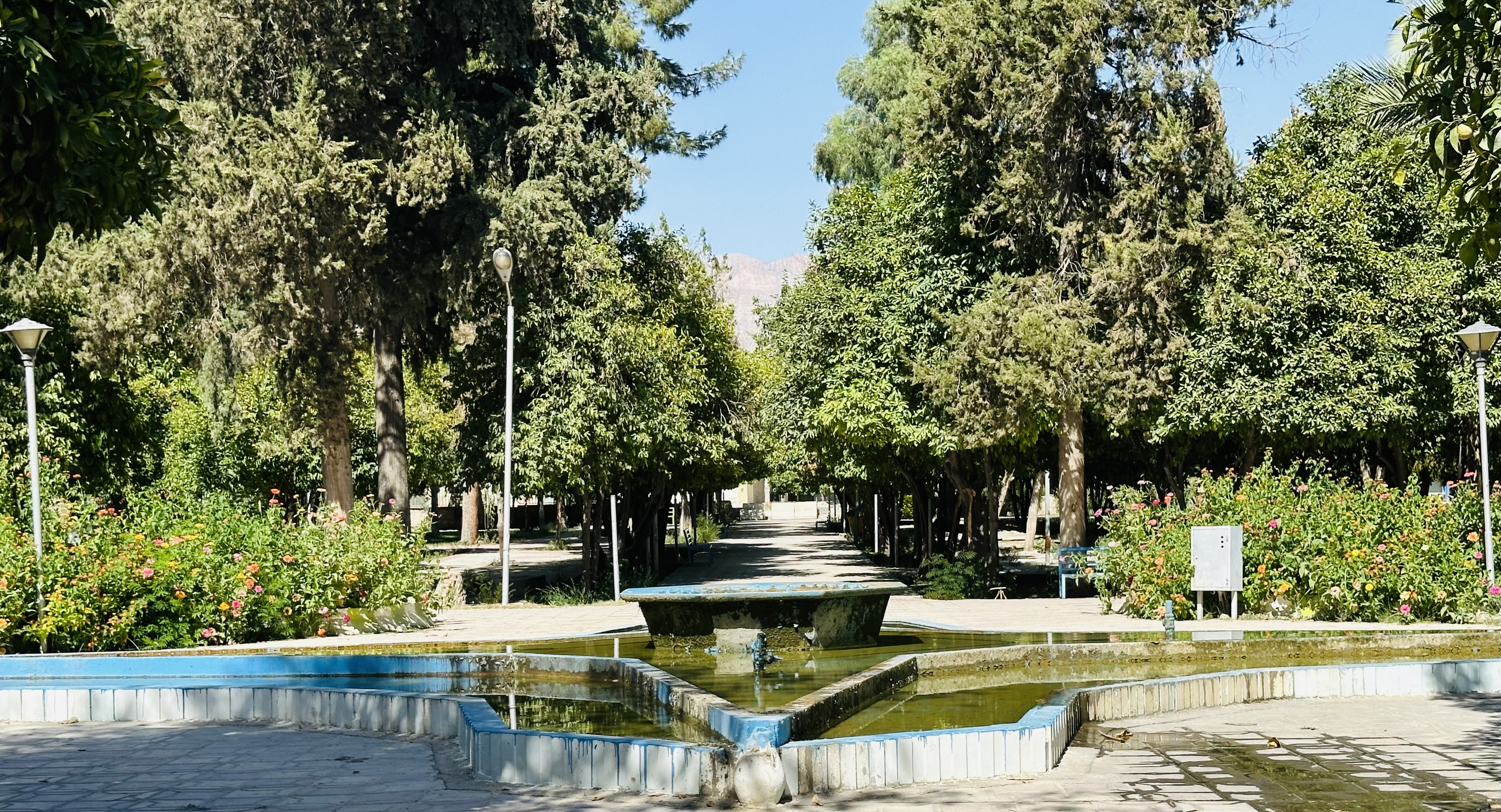
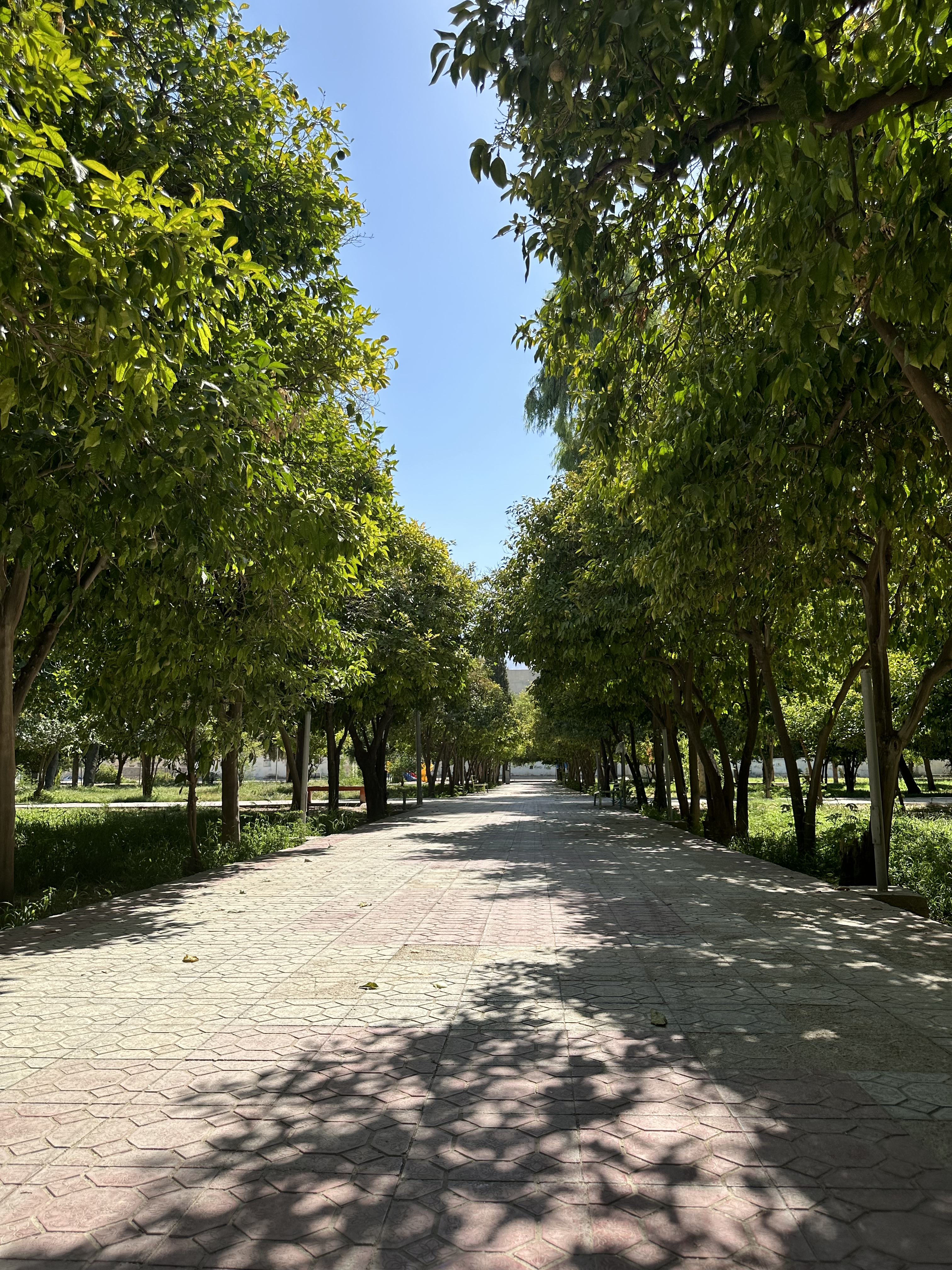
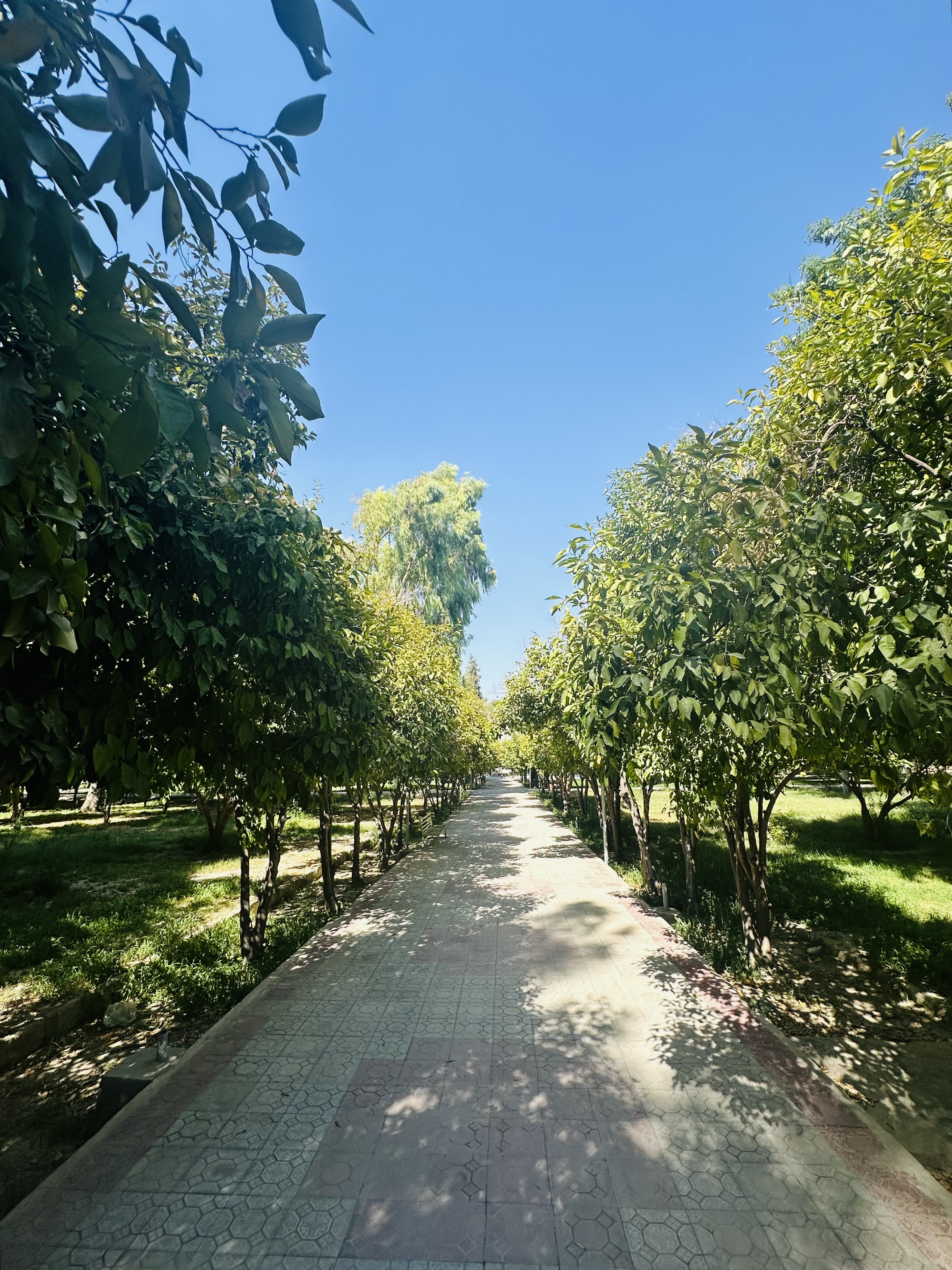
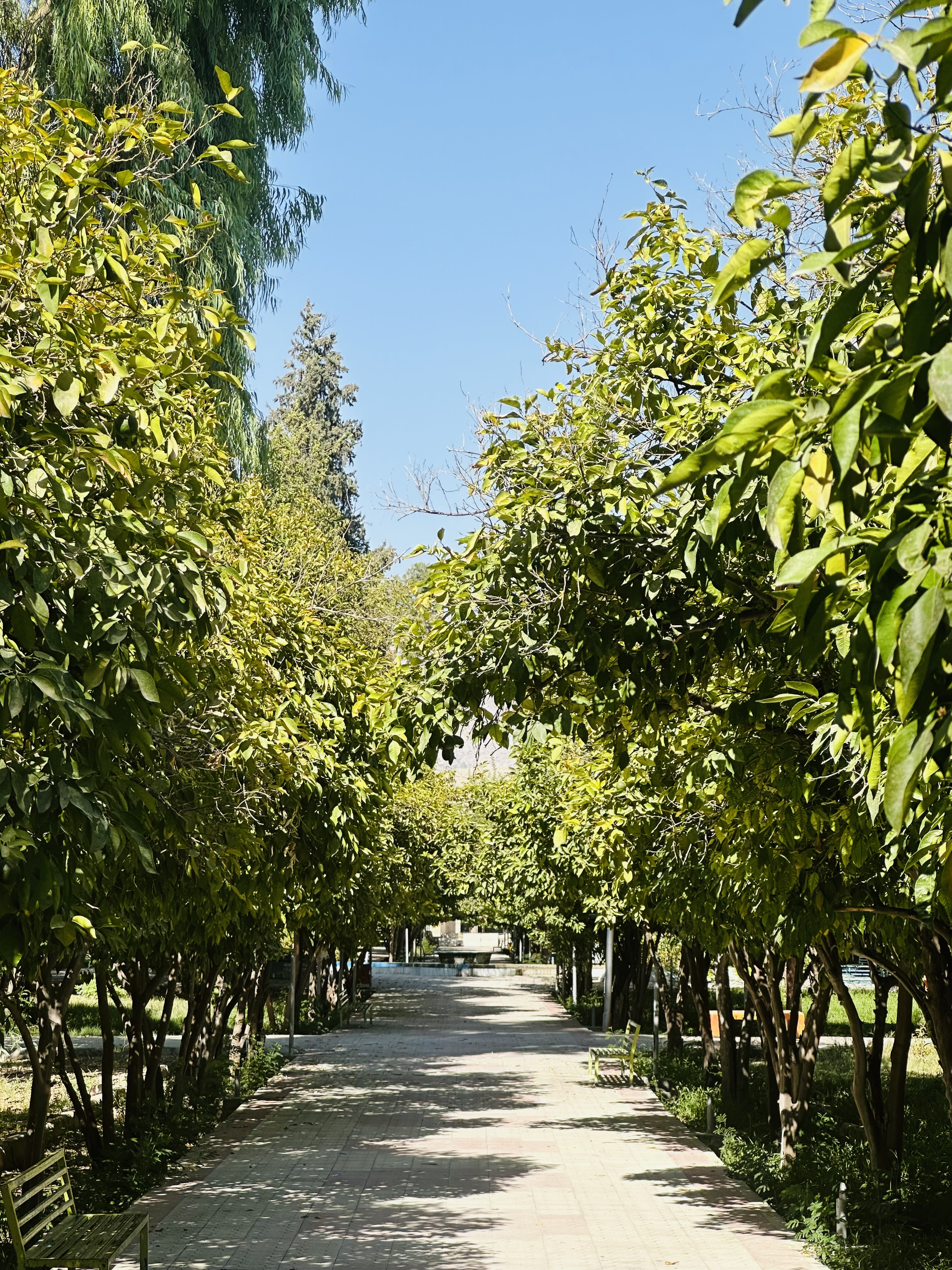
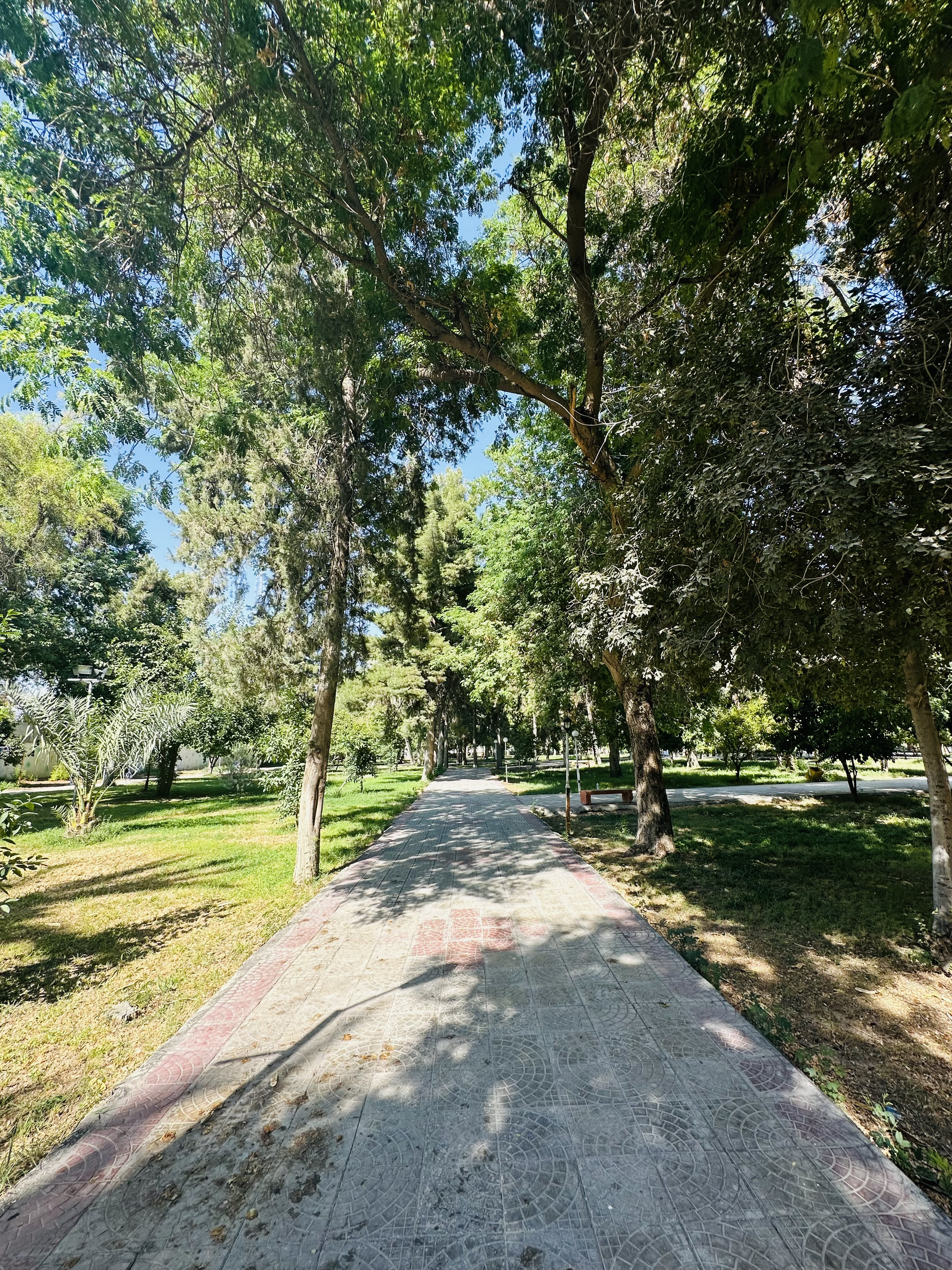
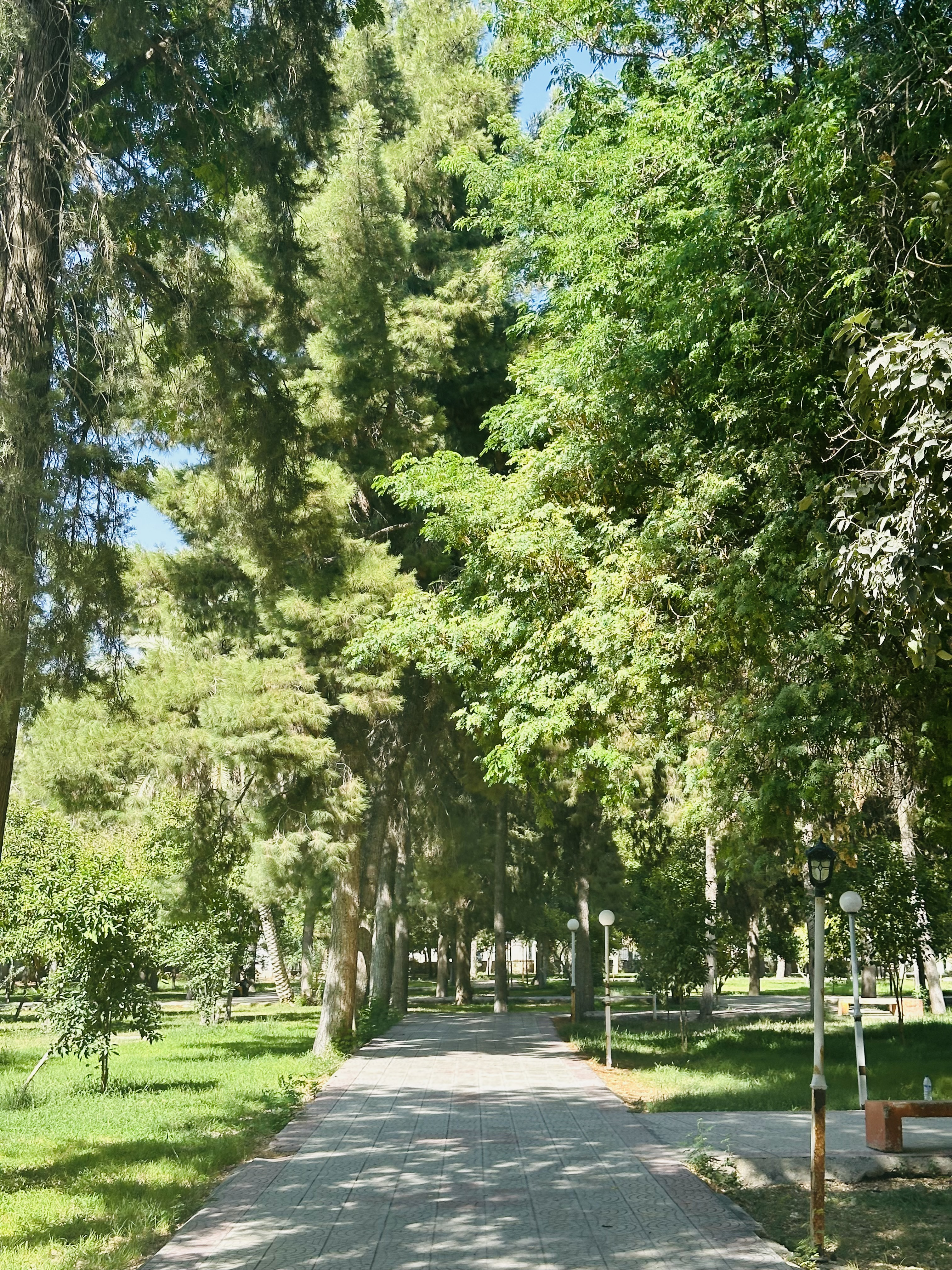
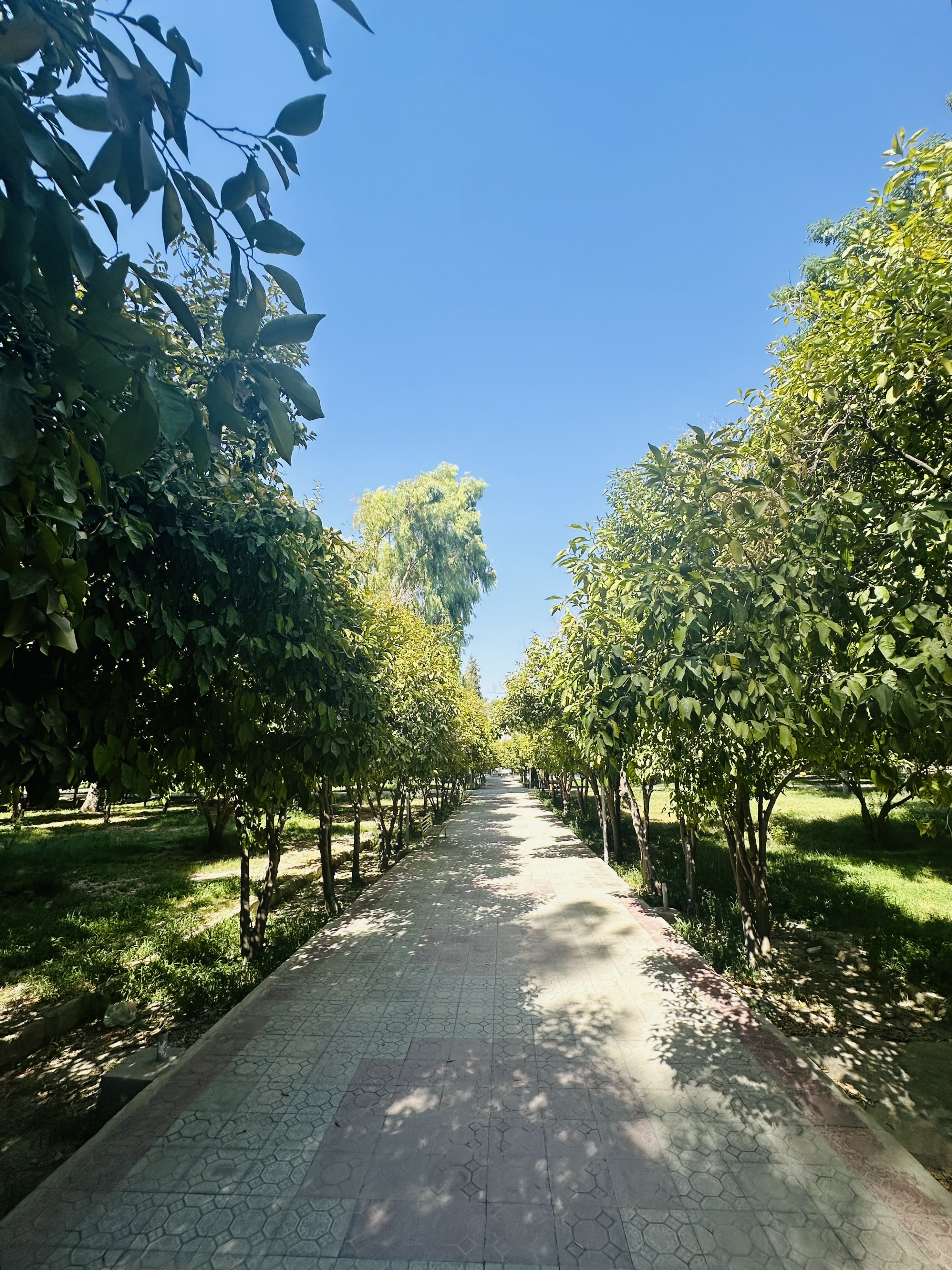
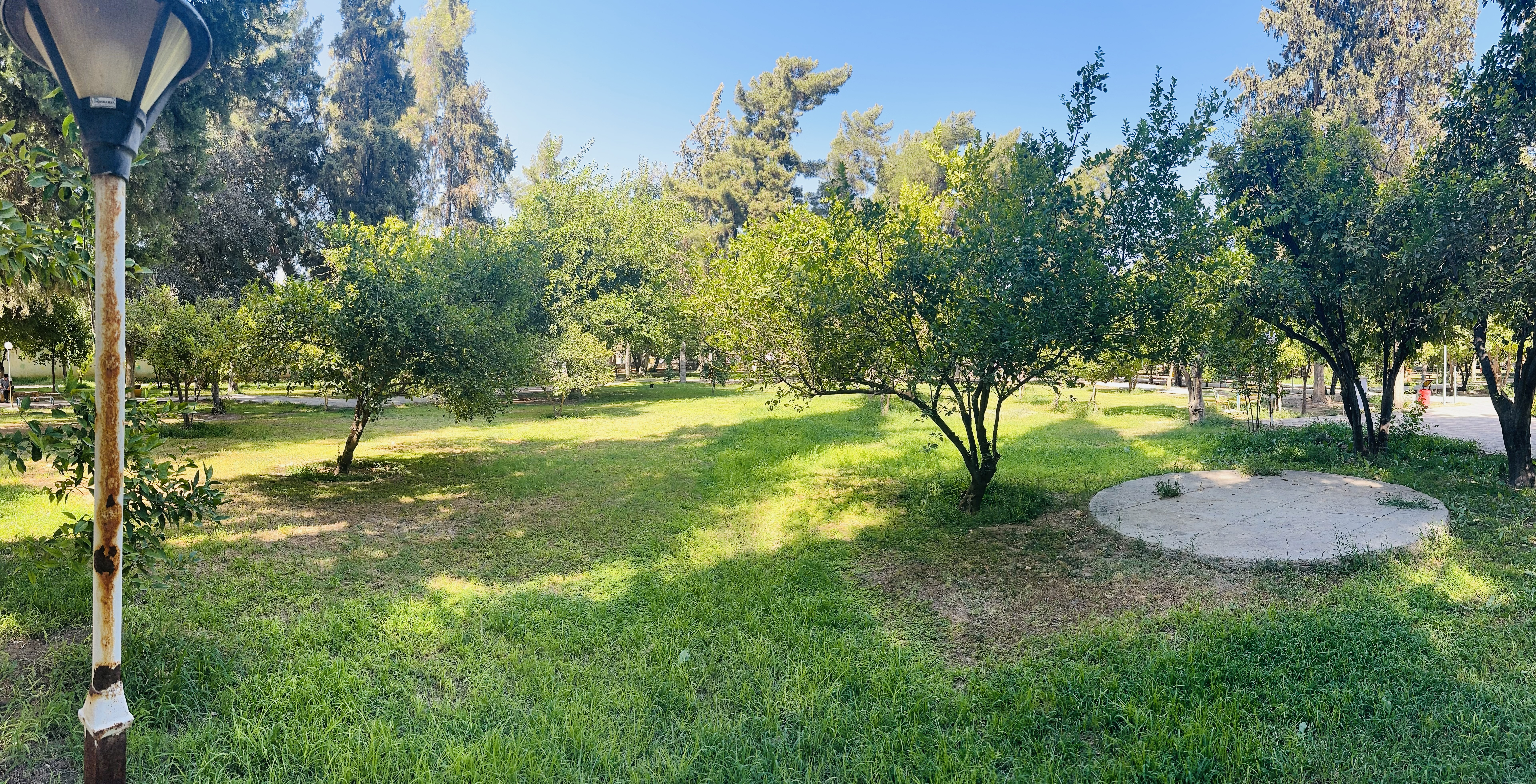
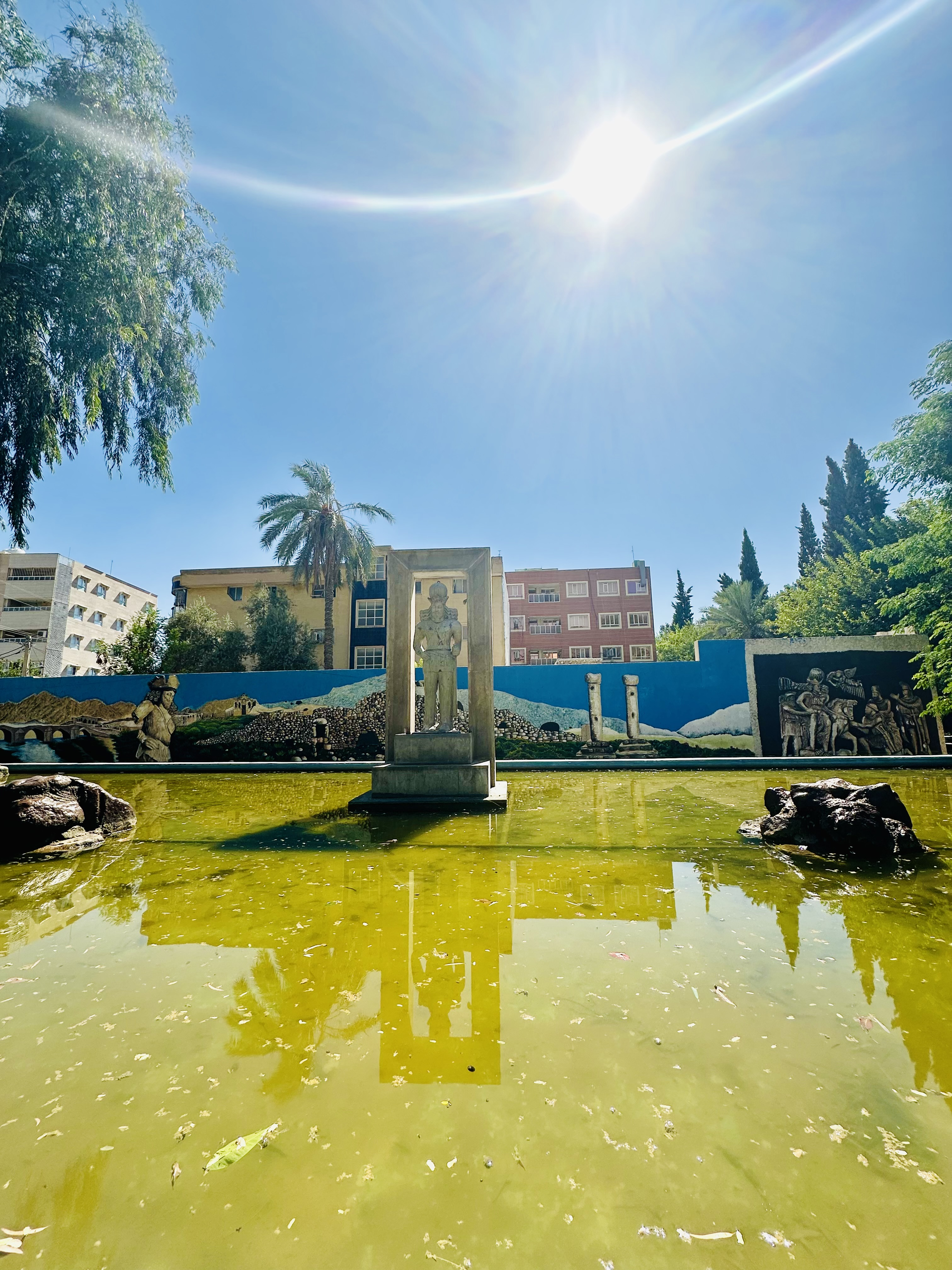
تندیس شاپور یکم، پادشاه ساسانی در باغ نظر
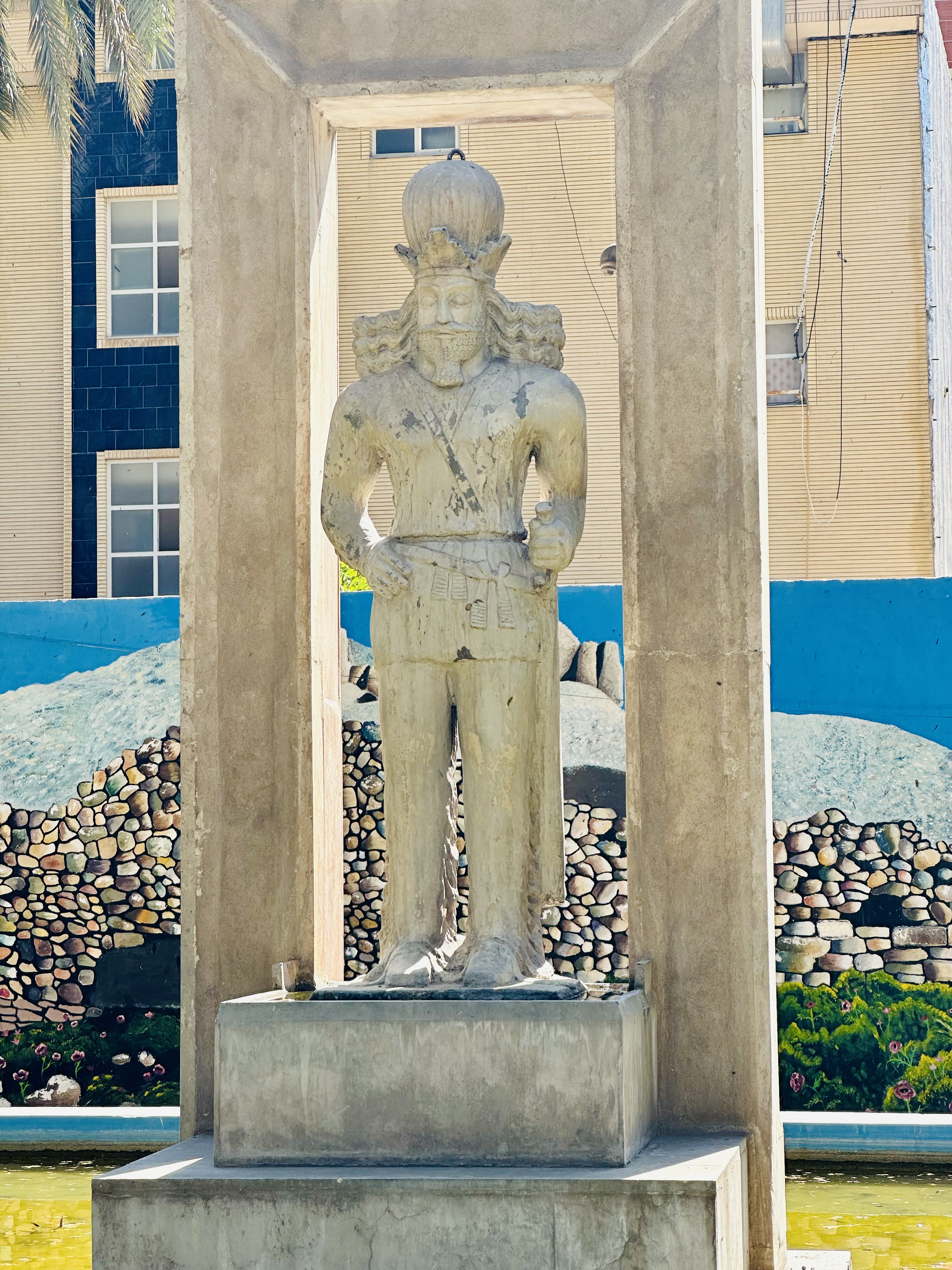
تندیس شاپور یکم، پادشاه ساسانی در باغ نظر